# Meina
Meina est une commune italienne de la province de Novare, dans la région Piémont.

## Histoire
Lors de la Seconde Guerre mondiale, en 1943, le massacre du lac Majeur se déroule notamment dans cette ville.

### Hameaux
Ghevio, Silvera.

### Communes limitrophes
Angera, Arona, Colazza, Invorio, Lesa, Nebbiuno, Pisano, Ranco.